# Janelle Shepherd
Janelle Shepherd (ur. 3 maja 1985) – australijska judoczka. Olimpijka z Pekinu 2008, gdzie zajęła dziewiąte miejsce w wadze ciężkiej.
Uczestniczka mistrzostw świata w 2010. Startowała w Pucharze Świata w 2009 i 2010. Wicemistrzyni Wspólnoty Narodów w 2010. Zdobyła pięć medali mistrzostw Oceanii w latach 2003 - 2011. Mistrzyni Australii w 2005, 2006, 2008, 2009 i 2010 roku.

## Letnie Igrzyska Olimpijskie 2008
| Konkurencja | Eliminacje               | Eliminacje            | Eliminacje           | Repasaże              | Klas. końcowa |
| Konkurencja | Przeciwnik I             | Przeciwnik II         | 1/4                  | Przeciwnik I          | Miejsce       |
| ----------- | ------------------------ | --------------------- | -------------------- | --------------------- | ------------- |
| +78 kg      | Michela Torrenti (ITA) Z | Sandra Köppen (GER) Z | Idalys Ortíz (CUB) P | Samah Ramadan (EGY) P | 9.            |